# Brachyscome angustifolia
Brachyscome angustifolia es una especie  de margarita de color rosa púrpura  que se encuentra en Australia, con unos pocas en Nueva Zelanda y Papúa Nueva Guinea.

## Descripción
Es una planta perenne, lo que significa que se mantiene viva durante dos años. Puede alcanzar 30 cm de altura. Las flores lineales son de color rosa o malva , y pueden ser de 5 cm de largo. La cabeza de la flor es de 15-20 milímetros  y con el apoyo de tallos delgados que no tienen hojas.

## Distribución
Brachyscome angustifolia se encuentra en Australia, pero hay algunas especies en Nueva Zelanda y  en Papúa Nueva Guinea. Crece en zonas soleadas con suelo húmedo con un tono claro, y se encuentra en una gran variedad de paisajes.

## Taxonomía
Brachyscome angustifolia fue descrita por A.Cunn. ex DC. y publicado en Prodromus Systematis Naturalis Regni Vegetabilis  5: 306 (1836) 306 1836.
Etimología
Brachyscome: nombre genérico que deriva de las palabras griegas: brakhys que significa cortos; kome = "una cabeza peluda", aludiendo al relativamente corto vilano.
angustifolia: epíteto latíno que significa "con las hojas estrechas".
Variedad aceptada
- Brachyscome angustifolia var. heterophylla (Benth.) C.Davis

Sinonimia
- Brachyscome angustifolia var. angustifolia
- Brachyscome linearifolia Hook.f.
- Brachyscome linearifolia var. linearifolia[5][6]